# Louise E. Jefferson
Louise E. Jefferson (1908–2002) foi uma artista americana.

## Educação
Depois de frequentar escolas públicas em Washington DC, Jefferson começou sua educação artística tendo aulas na Howard University antes de se mudar para a cidade de Nova York em 1935. Ela frequentou o Hunter College, que na primeira metade do século 20 teve a terceira maior matrícula de mulheres afro-americanas em faculdades e universidades dos Estados Unidos que não se dedicavam exclusivamente aos estudos afro-americanos. Enquanto estava lá, ela estudou composição artística, design e litografia. De Hunter, Jefferson passou a estudar artes gráficas e práticas de impressão na Universidade de Columbia.

## Carreira artística
Após seus estudos na Columbia University, Jefferson começou sua carreira artística desenhando pôsteres para a YWCA (Young Women's Christian Association) na cidade de Nova York,http://amistadresearchcenter.tulane.edu/archon/?p=creators/creator&id=845 e encontrou trabalho freelance para a Friendship Press. Em 1942, ela era a diretora artística da editora, supervisionando todos os aspectos da produção de livros. Ela foi a primeira afro-americana a ocupar o cargo de diretora na indústria editorial. Jefferson também trabalhou como freelancer para as principais editoras Doubleday, Macmillan e Viking, bem como para as editoras acadêmicas da Columbia University, Oxford University, Rutgers University e Syracuse University. Jefferson desenhou ilustrações de crianças em preto e branco para o songbook We Sing America. Em 1936, o então governador da Geórgia, Eugene Talmadge, ordenou que cópias do cancioneiro fossem queimadas. Suas litografias foram exibidas em museus de todo o país sob os auspícios da Fundação Harmon, uma organização conhecida por apoiar e exibir as obras de afro-americanos da década de 1920 até a década de 1960.
Em 1960, Jefferson se aposentou da Friendship Press. Ela, no entanto, continuaria a produzir trabalhos, desenhando capas de livros e mapas para universidades e editoras, bem como materiais publicitários para os 23º e 26º bailes anuais da National Urban League Beaux Art, realizados respectivamente em 1963. e 1966 no hotel The Waldorf Astoria . Após sua aposentadoria, Jefferson embarcou em cinco viagens para a África, onde documentou suas viagens em ilustração e fotografia. Em 1974, The Decorative Arts of Africa foi publicado, que documenta sua pesquisa, fotografias e desenhos de suas visitas a Camarões, República Democrática do Congo, Egito, Gâmbia, Gana, Guiné, Libéria, Mali, Níger, Nigéria, Senegal, África do Sul, Sudão, Uganda e Zimbábue; contém mais de trezentas de suas ilustrações. Jefferson manteve um estúdio de arte em Litchfield, CT durante seus últimos anos.

## Vida pessoal
Louise E. Jefferson nasceu em Washington, DC como filha única dos pais Louise e Paul Jefferson. Seu pai, um calígrafo do Departamento do Tesouro dos Estados Unidos, a incentivou a desenhar quando criança. Ela estudou arte na cidade de Nova York, onde atuou na cena artística afro-americana no Harlem sendo creditada como membro fundador do Harlem Artists Guild . Outros membros notáveis da guilda incluíam Augusta Savage, Aaron Douglas, Selma Burke, Gwendolyn Bennett e Jacob Lawrence. Jefferson era amigo do poeta e autor Langston Hughes, e dividia um apartamento com o ativista dos direitos civis Pauli Murray. Jefferson lutou financeiramente em seus primeiros anos em Nova York antes de ganhar um cargo de tempo integral na Friendship Press, o ramo editorial do Conselho Nacional de Igrejas . Após a aposentadoria de Jefferson da Friendship Press em 1960, ela fez várias viagens à África, publicando seu livro The Decorative Arts of Africa em 1974. Os últimos anos de Jefferson foram passados em Litchfield, Connecticut, onde ela ocupou os últimos anos de sua vida cuidando do jardim e recebendo amigos. Ela morreu em Litchfield em 2002, aos 93 anos.

## Obras e coleções selecionadas

### A Coleção do Centro de Pesquisa Amistad
Em 2002, a propriedade de Louise E. Jefferson foi doada ao The Amistad Research Center, que é um centro de pesquisa aberto em Nova Orleans, Louisiana, dedicado aos registros de afro-americanos e outras comunidades sub-representadas. A coleção inclui uma miríade de obras de Jefferson, incluindo desenhos e designs, uma vasta coleção de fotografias e negativos e outras coisas efêmeras. Também na coleção do centro de pesquisa estão os registros financeiros de Jefferson, agendas de compromissos, correspondência, notas e cadernos, e uma proposta de livro e rascunho para um livro inédito, Arte e Religião na África.

### Litografias
- Dançando no Club Savoy , 1938, Metropolitan Museum of Art
- Nightclub Singer , 1938, Metropolitan Museum of Art

### Mapas
- Jefferson, Louise E. Americanos do século XX de linhagem negra, primeira edição. The Friendship Press, Nova York. 1965.